# Бей Омелян
Бей Омелян (26 квітня 1925, м. Стрий, нині Львівської області — 10 лютого 2012, м. Гаррісбурґ, штат Пенсільванія, США) — економіст, доктор економічних наук (1970). Дійсний член УВАН (1988).

## Біографія
Виїхав 1944 до Німеччини, від 1949 — в США. Студіював право в УВУ (бакалавр, 1957) і міжнародну економіку в Детройтському університеті (магістр, 1966). Працював асистентом в Університеті Темпл (Філадельфія, 1967—1969); 1969—1998 — доцент, професор економіки в Шіппенсбургському університеті (США, штат Пенсильванія); професор-гість (1974—1994), продекан (1995—1997) факультету права і суспільно-економічних наук УВУ. Прихильник макропланування регіональних об'єднань типу ЄС. Досліджував соціальні-ринки господарювання ФРН і Швеції. Автор наукових і публіцистичних статей в українській еміграційній періодиці.

## Праці
- Нарис економічної географії України: Підручник. Мюнхен, 1978; Теоретичні підстави міжнародної інтеграції: Підручник. Мюнхен, 1985; Політична економіка Європейської Спільноти (Мюнхен, 1992);
- Підручник міжнародної політичної економії (Мюнхен, 1994);
- Міжнародна політична економіка. Кн. 1. Теорія (Мюнхен, 1995);
- В обійми вільного ринку: Індикативне планування — до питання побудови «постіндустріальної» України // ПЧ. — 1996. — № 2;
- Вільна торгівля і стратегія протекціонізму // ПЧ. — 1997. — № 5—6;
- Україна приречена бути федеративною державою // Універсум. — 1998. — № 7—8;
- Як облаштувати федеративну державу: До питання адміністративної реформи в Україні // ПЧ. — 2000. — № 3—4;
- Ідеологема «Третього шляху»: модель європейської соціал-демократії та її відношення до України // ПЧ. — 2002. — № 2.